# Campionati italiani allievi di atletica leggera 2023
I LVIII Campionati italiani allievi di atletica leggera si sono svolti dal 23 al 25 giugno a Caorle, in Veneto.
La fase di cross si è disputata l'11 e 12 marzo a Gubbio alla Festa del Cross 2023, vedendo vincitori Simone Vittore Borromini e Giulia Bernini

## Minimi di qualificazione
| Specialità                 | Uomini                                                              | Donne                                                                 |
| -------------------------- | ------------------------------------------------------------------- | --------------------------------------------------------------------- |
| 100 metri piani            | 11"28                                                               | 12"50                                                                 |
| 200 metri piani            | 22"85                                                               | 25"75                                                                 |
| 400 metri piani            | 51"30                                                               | 59"15                                                                 |
| 800 metri piani            | 1'59"30                                                             | 2'20"00                                                               |
| 1500 metri piani           | 4'10"00                                                             | 4'52"00                                                               |
| 3000 metri piani           | 9'10"00                                                             | 10'52"00                                                              |
| 100 metri ostacoli (0,76m) | –                                                                   | 15"20; 15"80 (0,84m)                                                  |
| 110 metri ostacoli (0,91m) | 15"65                                                               | –                                                                     |
| 400 metri ostacoli         | 59"50 (0,84m)                                                       | 1'08"50                                                               |
| 2000 metri siepi           | 6'35"00                                                             | 8'10"00                                                               |
| Salto in alto              | 1,86 m                                                              | 1,62 m                                                                |
| Salto con l'asta           | 3,70 m                                                              | 3,05 m                                                                |
| Salto in lungo             | 6,50 m                                                              | 5,45 m                                                                |
| Salto triplo               | 13,15 m                                                             | 11,10 m                                                               |
| Getto del peso             | 13,30 m (5 kg)                                                      | 11,20 m (3 kg); 10,20 m (4 kg)                                        |
| Lancio del disco           | 40,00 m (1,5 kg)                                                    | 31,25 m                                                               |
| Lancio del martello        | 45,00 m (5 kg)                                                      | 44,00 m (3 kg); 37.50 (4 kg)                                          |
| Lancio del giavellotto     | 47,50 m (700 G); 45,50 m (800 g)                                    | 35,10 m (500 g); 33,10 m (600 g)                                      |
| Decathlon                  | 5 100 p.; 3 100 p. (Pentathlon indoor); 3 900 p. (Esathlon cadetti) | –                                                                     |
| Eptathlon                  | –                                                                   | 3 900 p.; 3 100 p. (Pentathlon indoor); 3 700 p. (Pentathlon cadette) |
| Marcia 10000 m             | 53'20"00; 26'05"00 (5 km/5000 m)                                    | –                                                                     |
| Marcia 5000 m              | -                                                                   | 28'10"00; 16'25"00 (3000 m); 59'00"00 (10 km/10000 m)                 |
| Staffetta 4×100 metri      | 45"00                                                               | 50"30                                                                 |
| Staffetta 4x400 metri      | 3'36"50                                                             | 4'12"50                                                               |

| Specialità             | 5 km Uomini | 4 km Donne |
| ---------------------- | ----------- | ---------- |
| 800 metri piani        | 2'00"00     | 2'25"00    |
| 1500 metri piani       | 4'10"00     | 5'05"00    |
| 3000 metri piani       | 9'15"00     | 11'25"00   |
| 2000 metri siepi       | 6'39"00     | 8'03"00    |
| 1000 metri piani (u16) | 2'45"00     | 3'08"00    |
| 2000 metri piani (u16) | 6'15"00     | 7'10"00    |
| 1200 metri siepi (u16) | 3'40"00     | 4'20"00    |

## Risultati

### Le gare del 23-25 giugno a Caorle

#### Allievi
| Specialità                          | Oro | Prestazione | Argento                                                       | Prestazione | Bronzo                                               | Prestazione |
| Corse                               | |             |                                                               |             |                                                      |             |
| 100 metri vento: +3,5 m/s           | Leo Oumar Domenis Trieste Atletica                                                                       | 10"54       | Lorenzo Vera Atletica Mondovì - Acqua San Bernardo            | 10"58       | Alessandro Trotto A.S.D. Pontevecchio Bologna        | 10"67       |
| 200 metri vento: -1,9 m/s           | Alessandro Trotto Atletica Pontevecchio Bologna                                                          | 21"86       | Diego Nappi Atletica Leggera Porto Torres                     | 21"95       | Matteo Miola CUS Padova                              | 22"08       |
| 400 metri                           | Simone Giliberto Siracusatletica                                                                         | 47"99       | Francesco De Santis Atletica Studentesca Rieti Andrea Milardi | 48"30       | Federico Azzolina Trevisatletica                     | 48"68       |
| 800 metri                           | Mattia De Rocchi Forti e liberi Monza 1878 ASD                                                           | 1'53"18     | Leonardo Trevisan CUS Parma                                   | 1'54"11     | Lorenzo Forni Atletica Lecco-Colombo Costruzioni     | 1'54"49     |
| 1500 metri                          | Manuel Zanini Atletica Gavirate                                                                          | 3'55"72     | Jacopo Risi Atletica OSA Saronno Libertas                     | 3'56"27     | Laterna Cervone UISP Atletica Siena                  | 3'57"69     |
| 3000 metri                          | Fikadu Santelia Trionfo Ligure                                                                           | 8'36"97     | Marco Coppola ASD Polisportiva Real Paceco                    | 3'56"27     | Luciano Carallo Collection Atletica Sanbenedettese   | 3'57"69     |
| 2000 siepi                          | Manuel Zanini Atletica Gavirate                                                                          | 5'49"62     | Jacopo Risi Atletica O.S.A. Saronno Libertas                  | 5'54"37     | Enrico Ricci Atletica Ravenna                        | 6'03"81     |
| 110 ostacoli (0.91) vento: -2,3 m/s | Matteo Togni Bergamo Stars Atletica                                                                      | 13"76       | Kyan Daniel Duffy Escalona ASD Kronos Roma                    | 14"14       | Michele Arrigoni Atletica Bergamo 1959               | 14"66       |
| 400 ostacoli (0.84)                 | Agu Okechukwu Chimbudike Atletica Toscana Jolly                                                          | 52"70       | Paolo Bolognesi Edera Atletica Forlì                          | 48"30       | Tommaso Ardizzone Fiamme Gialle G. Simoni            | 53"63       |
| 4×400 metri                         | Mattia Giorgio Pellizzaro, Silvestro Malara, Emanuele Salvatore Colloca, Tommaso Ardizzone Fiamme Gialle | 3'21"39     |                                                               |             |                                                      |             |
| Lanci                               | |             |                                                               |             |                                                      |             |
| Martello                            | Davide Camilli Gruppo Sportivo Fiamme Gialle G. Simoni                                                   | 68.82 m     | Gaetano Degaetano Siracusatletica                             | 64.36 m     | Lorenzo Ceccanti Atletica libertas Unicusano Livorno | 56.21 m     |
| Peso                                | Mattia Pasquetti Atletica Libertas Città di Castello                                                     | 16.73 m     | Bryant Nosakhare Emovon Team atletico - mercurio Novara       | 16.43 m     | Eduard Ionut Susnia Atletica Vicentina               | 14.88 m     |
| Marcia                              | |             |                                                               |             |                                                      |             |
| 10000 marcia                        | Giuseppe Disabato Amatori Atletica Acquaviva                                                             | 43'57"19    | Alessio Coppola Sportiamo                                     | 45'48"03    | Omar Moretti Atletica Libertas Unicusano Livorno     | 45'53"81    |

#### Allieve
| Specialità                | Oro                                        | Prestazione             | Argento                                        | Prestazione            | Bronzo                                             | Prestazione             |
| Corse                     |                                            |                         |                                                |                        |                                                    |                         |
| 100 metri vento: +2,3 m/s | Alice Pagliarini Atletica Fano Techfem     | 11"47                   | Melissa Turchi Nuova polisportiva A. Consolini | 11"82                  | Elisa Marcello Atletica Valeria                    | 11"94                   |
| 200 metri vento: -2,5 m/s | Alice Pagliarini Atletica Fano Techfem     | 24"38                   | Elisa Marcello Atletica Valeria                | 24"49                  | Melissa Turchi Nuova polisportiva A. Consolini     | 24"73                   |
| 2000 siepi                | Sofia Sidenius Bracco Atletica             | 6'55"60                 | Giulia Bernini Toscana Atletica Empoli Nissan  | 6'59"46                | Marianna Zanni Pontevecchio Bologna                | 7'09"17                 |
| Salti                     |                                            |                         |                                                |                        |                                                    |                         |
| Lungo                     | Elisa Valenti A. S. D. Atletica Siracusa   | 6.02 m                  | Mah Oury Seye A.S.D. Francesco Francia         | 6.02 m                 | Jackline Ugboma Nwike Fondazione M. Bentegodi      | 5.84 m                  |
| Triplo                    | Erika Giorgia Saraceni Bracco Atletica     | 12.76 m vento: +1,3 m/s | Elisa Valenti A. S. D. Atletica Siracusa       | 6.02 m vento: +1,7 m/s | Margherita Costi Fondazione M. Bentegodi           | 11.78 m vento: +1,7 m/s |
| Asta                      | Andrea Morgana Fogato Fiamme Oro Padova    | 3.60 m                  | Valentina Praticò Fiamme Gialle G. Simoni      | 3.60 m                 | Letizia Paolatto Atletica Brugnera PN Friulintagli | 3.45 m                  |
| Lanci                     |                                            |                         |                                                |                        |                                                    |                         |
| Martello                  | Margaret Nicole Mannering CUS Parma        | 56.81 m                 | Giorgia Liguori Atletica Livorno               | 54.76 m                | Angelica Arcari CUS Parma                          | 52.89 m                 |
| Marcia                    |                                            |                         |                                                |                        |                                                    |                         |
| 5000 marcia               | Serena Di Fabio Polisportiva Tethys Chieti | 23'36'66                | Beatrice Bertolone CUS Torino                  | 24'20"24               | Lucrezia Nieri ASD Atletica Prato                  | 24'41"92                |

### Corsa Campestre, 11-12 marzo a Gubbio
| Specialità | Oro                                             | Prestazione | Argento                                    | Prestazione | Bronzo                                | Prestazione |
| Allievi    |                                                 |             |                                            |             |                                       |             |
| Cross 5 km | Vittore Simone Borromini Toscana Atletica Jolly | 16:02       | Manuel Zanini Atletica Gavirate            | 16:22       | Laterna Cervone UISP Atletica Siena   | 16:25       |
| Allieve    |                                                 |             |                                            |             |                                       |             |
| Cross 4 km | Giulia Bernini Toscana Atletica Empoli Nissan   | 14:57       | Ilvana Fleurine Markovic Atletica Gavirate | 15:03       | Ginevra di Mugno ACSI Italia Atletica | 15:08       |